# Rhodogastria erythronota
Rhodogastria erythronota là một loài bướm đêm thuộc phân họ Arctiinae, họ Erebidae.